# سیارک ۱۳۲۵۹
سیارک ۱۳۲۵۹ (به انگلیسی: 13259 Bhat، نامگذاری:1998QA15) سیزده هزار و دویست و پنجاه و نهمین سیارک کشف شده‌است که در ۱۷ اوت ۱۹۹۸ کشف شد.
قدر مطلق سیارک برابر ۱۷.۰ است.